# Nar (Manang)
Nar (Nepali नार) ist ein Dorf und ein Village Development Committee im Distrikt Manang in Nordzentral-Nepal.
Der Ort Nar liegt an der Nordflanke des Pisang auf einer Höhe von 4020 m. Er ist vom Manangtal aus durch das Flusstal des Nar Khola, einem linken Nebenfluss des Marsyangdi, sowie über den Pass Kang La (5306 m) von Ngawal aus erreichbar.

## Einwohner
Bei der Volkszählung 2011 hatte Nar 362 Einwohner (davon   170 männlich) in 86 Haushalten.

## Dörfer und Weiler
Nar besteht aus mehreren Dörfern und Weilern:
- Lungre (5160 m)
- Meta (3620 m ⊙)
- Nar (4020 m ⊙)
- Teri Bhanjyan (5560 m)
- Thansunjiti (5450 m)
- Yunghar (3900 m)